# Ry Tanindraza nay malala ô
Ry Tanindrazanay malala ô er Madagaskars nationalsang siden 1958. Titlen betyder "O, vort elskede fædreland." Musikken er skrevet af Norbert Raharisoa og teksten af Pasteur Rahajason.